# Résolution 31 du Conseil de sécurité des Nations unies
Membres permanents
- Chine
- États-Unis
- France
- Royaume-Uni
- URSS

Membres non permanents
- Australie
- Belgique
- Brésil
- Colombie
- Pologne
- Syrie

Résolution no 30 Résolution no 32
La résolution 31 est une résolution du Conseil de sécurité de l'ONU qui a été votée le 25 août 1947 et qui propose l'aide du Conseil de sécurité aux pays intéressés par la question indonésienne en créant une commission.
Les abstentions sont celles de la Pologne, de la Syrie et de l'URSS.

## Texte
- Résolution 31 sur fr.wikisource.org
- Résolution 31 sur en.wikisource.org